# James Chilapondwa
James Chilapondwa (ur. 12 września 1984) – piłkarz malawijski grający na pozycji pomocnika. W swojej karierze rozegrał 60 meczów w reprezentacji Malawi.

## Kariera klubowa
Swoją karierę piłkarską Chilapondwa rozpoczął w klubie Big Bullets FC, w którym w sezonie 2001/2002 zadebiutował w pierwszej lidze malawijskiej. W debiutanckim sezonie wywalczył z nim mistrzostwo kraju. Po tytuł mistrzowski sięgał także w kolejnych trzech sezonach, 2002/2003, 2004 i 2005. W sezonie 2007 grał w tanzańskim Young Africans SC, z którym został wicemistrzem kraju. W latach 2008-2012 był zawodnikiem ESCOM United FC. Wwywalczył z nim mistrzostwo Malawi w sezonie 2010/2011 oraz dwa wicemistrzostwa w sezonach 2009/2010 i 2011/2012. W latach 2012-2014 ponownie grał w Big Bullets FC, w którym zakończył karierę. W sezonie 2012/2013 został z nim wicemistrzem Malawi.

## Kariera reprezentacyjna
W reprezentacji Malawi Chilapondwa zadebiutował 5 czerwca 2004 w zremisowanym 1:1 meczu eliminacji do MŚ 2006 z Marokiem, rozegranym w Blantyre. Od 2004 do 2007 wystąpił w kadrze narodowej 30 razy i strzelił 1 gola.